# Skovfoged
Skovfoged är en äppelsort vars ursprung är okänt. Många pomologer hävdar dock att äpplet har sitt ursprung i Danmark. Äpplet är av en annorlunda form, avlång, och skalet är mörkrött, köttet vitgult (en aning röd precis under skalet), och smaken är saftig, söt, och lätt syrlig. Äpplet plockas kring september. Kort hållbarhet. Skovfoged passar bäst som ätäpple. Blomningen på detta äpple är medelsen, och äpplen som pollineras av Skovfoged är bland annat Cortland, Filippa, Guldborg, James Grieve, Lobo, Summerred och Transparente Blanche. I Sverige odlas Skovfoged gynnsammast i zon I-II.
Medelmåttig bordsfrukt, ej särdeles lämplig till kokning.